# Teletexto
O teletexto é um serviço informativo televisivo desenvolvido no Reino Unido na década de 1970. O serviço oferece uma gama de informação textual, normalmente inclui informações nacionais, internacionais e desportiva, previsão do tempo, programação dos canais e alguns jogos simples. Também é possível emitir legendas através do teletexto, legendas essas que normalmente são adaptados para deficientes auditivos.

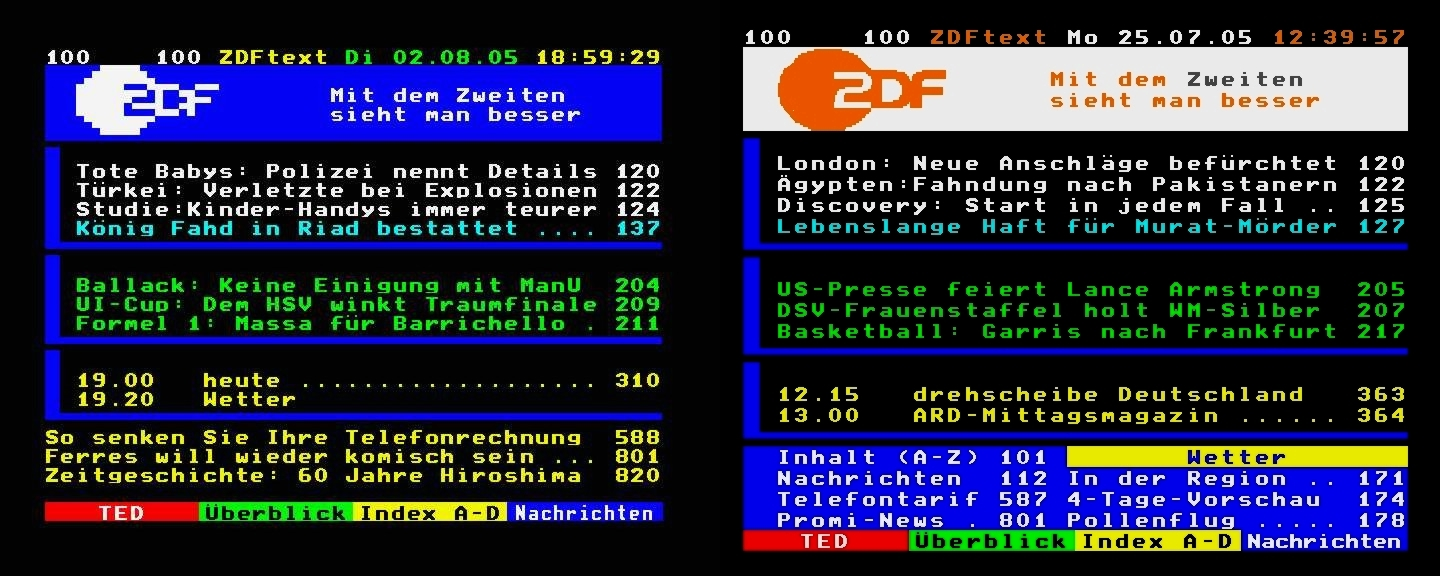
Uma versão do teletexto em alemão, do canal ZDF.

O teletexto é transmitido no intervalo vertical em branco entre os frames do sinal do canal. Este sistema está interligado com o sistema PAL de transmissão e a maioria dos televisores PAL têm incluído um descodificador de teletexto. Outros sistemas de teletexto foram desenvolvidos para funcionar com os sistemas SECAM e NTSC, mas teve problemas para ser aceito na América do Norte e outras áreas que utilizam o sistema NTSC. Por outro lado, o teletexto está enormemente presente tanto na Europa como em outras regiões, com a maioria das emissoras fornecendo o serviço teletexto.
O teletexto utiliza páginas numeradas para apresentar a informação, todas as emissoras em sequência. Quando um telespectador selecciona um número, o receptor espera até a informação requerida ser transmitida novamente, normalmente em alguns segundos, e só então devolve a informação, que é mostrada no televisor. Alguns sistemas mais sofisticados usam uma memória para guardar algumas informações ou todas as páginas para ser apresentada instantaneamente.
Por causa da sua apresentação gráfica, o teletexto pode ser visto como um antecessor da Internet. Diferentemente da internet, o teletexto é transmitido, não tendo a sua acessibilidade afectada pelo número de pessoas que o acedem.

## Outros sistemas
Outros sistemas similares foram desenvolvidos em outros países, alguns que tentaram ultrapassar as limitações do sistema britânico, que tinha gráficos simples e um tamanho fixo para as páginas.

### França: Antiope
Na França, onde a norma de transmissão é o SECAM, um sistema de teletexto foi desenvolvido no fim da década de 70 com o nome Antiope. Este sistema tinha um tamanho de página dinâmico, permitindo gráficos mais sofisticados. Foi retirado de funcionamento em 1991, quando foi adoptada uma norma de teletexto.

### Canadá: Telidon
A emissora CBC transmitiu um serviço teletexto, IRIS, acessível apenas em Calgary, Toronto e Montreal. Esteve em funcionamento desde 1983 até 1986 e usou o sistema canadiano Telidon, que foi desenvolvido em 1980. Tal como o sistema francês, Telidon permitia uma resolução gráfica superior.

### Estados Unidos
Uma versão europeia desenvolvida para funcionar no sistema NTSC, usada na América do Norte, foi apresentada pela primeira vez nos EUA em 1978 pela rede de televisão CBS, através a estação KMOX na cidade de St. Louis, que decidiu tentar tanto o sistema britânico como o sistema francês. A CBS escolheu o sistema francês (Antiope) e o serviço foi lançado na estação KNXT na cidade de Los Angeles. Também em 1978 a estação KSL, de Salt Lake City, também lançou um serviço de teletexto, porém com o sistema britânico.

## Em Portugal

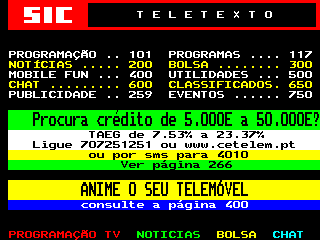
O antigo teletexto da SIC

A primeira vez que o serviço de teletexto foi disponibilizado em Portugal aconteceu no dia 19 de outubro de 1982, na RTP2. Nessa altura, o Diário de Notícias escreveu que os diretores dos jornais do país estavam preocupados com a eventual perda de leitores provocada pelo surgimento do teletexto, possibilidade que hoje em dia é risível. Porém, essas versões iniciais do teletexto apresentavam muitas falhas, sendo que o teletexto como o conhecemos hoje passou a ser disponibilizado pela RTP (na altura, designada Radiotelevisão Portuguesa) na década de 90. A RTP iniciou as emissões experimentais do então chamado RTPTexto em 1996. O serviço de teletexto rapidamente ganhou fama e mais destaque e foi implementado definitivamente nos dois canais que RTP emitia então na rede terrestre de televisão (RTP1 e RTP2) a partir de 1 de janeiro de 1997. 
Na década de 2000, os dois outros canais de sinal aberto, a SIC e a TVI, passaram a disponibilizar serviços de teletexto. No caso da SIC, isso aconteceu em 20 de janeiro de 2003; mais tarde, a TVI passou a ter também os seus serviços de teletexto. Desde 2022 que o serviço de teletexto da SIC se encontra em reformulação, sendo que o serviço de legendagem fechada do canal, disponível através do teletexto, continua disponível. 
Nos três diferentes serviços de teletexto (RTP, SIC e TVI) são disponibilizadas informações de última hora, chats, informações nacionais, internacionais e desportivas, números de telefone de serviços públicos, previsões do tempo e programação dos canais.   
Embora o sistema de teletexto utilizado pelo canais portugueses seja, à data do início da década de 2020, considerado desatualizado - noutros países, já existem versões mais contemporâneas do serviço -, conta com serviços especiais de legendagem, mais ou menos adaptada para pessoas surdas e ensurdecidas. Em Portugal, e ao contrário da legendagem para ouvintes (aberta), cujo estilo pouco varia, não existe uma norma geral para a legendagem acessível, sendo que a RTP utiliza um modelo próprio e, pelos menos até 2025, os canais privados iam disponibilizando diferentes modelos de legendagem - nenhum deles coincide com o da RTP -, elaborados por empresas exteriores.  
A legendagem acessível começou a aparecer em séries e telenovelas portuguesas e expandiu-se também aos jogos de futebol (no caso da RTP). O primeiro programa emitido pela SIC com legendagem no teletexto foi a telenovela brasileira Mulheres Apaixonadas, em 2003. A iniciativa, que utilizou um sistema de legendagem acessível então inédito em Portugal, elaborado por Josélia Neves, surgiu de uma colaboração entre a SIC e a Escola Superior de Tecnologia e Gestão de Leiria. No final da década de 2000, os noticiários generalistas da RTP1 e RTP2 passaram a disponibilizar legendagem automática, utilizando um sistema desenvolvido pelo Laboratório de Sistemas de Língua Falada do INESC-ID Lisboa em colaboração com a RTP.
Nenhum dos três canais que passaram a emitir também em sinal aberto, em 2015 - antes estavam apenas disponíveis em plataformas de televisão por subscrição -, na sequência da implementação da televisão digital terrestre em Portugal (ocorrida entre 2009 e 2012), inclui qualquer programa com legendagem no teletexto. São eles a ARTV, a RTP3 e a RTP Memória (os quatro canais canais da RTP que emitem através da TDT possuem o mesmo serviço de teletexto), sendo o canal do parlamento português o único dos sete canais abertos em sinal terrestre que não possui serviço de teletexto. Esta situação desses dois canais do dito "serviço público" (RTP3 e RTP Memória) contrasta com a dos canais fechados Disney Channel e Disney Junior, que emitem programas com legendagem fechada. No caso da RTP Memória, e tendo em conta que a sua programação é quase exclusivamente composta por programas que já tinham sido emitidos anteriormente noutros canais da RTP (nomeadamente a RTP1 e RTP2) e que grande parte da legendagem oculta da RTP é feita pela própria empresa, desconhece-se qual é o motivo para as reposições do canal não apresentarem legendagem fechada. De igual modo, em Portugal, apenas os dois canais da Disney referidos fazem uso de mais cores do que as três (branco, amarelo e ciano) utilizadas nos dois primeiros canais da RTP, na SIC e na TVI.  
Em 2022, o canal CNN Portugal, sucessor da TVI24 e "inaugurado" no ano anterior, passa a emitir alguns programas (uns em direto e outros em diferido) com legendagem fechada automática, não disponibilizando o restante serviço de teletexto - nomeadamente o da TVI, canal irmão -, passando a ser o primeiro canal por subscrição português com legendagem automática fechada, assim como o primeiro canal português, aberto ou fechado, a legendar programas de debate em português. Ao contrário do sistema utilizado pela RTP, o sistema automático de legendagem daquele canal da Media Capital utiliza setas de continuação, para indicar mudança de falante, e indicações gráficas de música. Em 2023, a CMTV passou a disponibilizar legendagem automática para o programa Rua Segura, tornando-se assim no quarto canal português a apresentar este serviço e o oitavo a disponibilizar o serviço da legendagem fechada. No primeiro trimestre de 2024, a SIC Notícias também passou a disponibilizar legendagem através do teletexto em alguns dos seus programas. Em agosto desse ano, o canal V+, da TVI, inaugurado nesse mesmo mês, tornou-se o teceirao canal da Media Capital a disponibilizar legendagem fechada, nomeadamente em formatos de entretenimento já emitidos no canal principal da TVI, como A Sentença e Morangos Com Açúcar. Já o canal Now, cuja emissão teve início em junho de 2024, emite os seus noticiários com legendagem automática. Ao contrário dos noticiários da RTP1 e RTP2, por exemplo, a legendagem deste canal da Medialivre usa sinalização para indicar a mudança de falante. Ao contrário dos outros canais, o canal Now não indica a existência de legendagem fechada através de um número começado por "88", mas sim com um "abc". 

## No Brasil
Durante as décadas de 1980 e 1990, a Telebrás mantinha um sistema de Teletexto (chamado Videotexto ou VTX), com serviços especiais fornecidos pelas empresas de telefonia local. Os serviços incluídos nos sistemas de videotexto eram semelhantes aos serviços da Web, tais como fóruns de discussão, chat, notícias, e também serviços públicos como consulta à Serasa e ao Detran. Atualmente, é fornecido por operadoras de TV a cabo para consulta de informações gerais.

### Em São Paulo
O serviço, inicialmente, era restrito. Contudo, a Telesp, percebendo que acostumar seus clientes - residenciais e empresariais - a utilizar o serviço constantemente traria bons lucros, passou a divulgá-lo e expandi-lo. Inicialmente, quem o adotou foram as empresas e 
entidades privadas (a Associação Comercial de São Paulo mantinha um serviço para consulta de
cheques e cadastro de bons e maus pagadores). Em seguida, terminais foram colocados nas lojas 
da Telesp (supostamente, seria para que os usuários consultassem a lista telefônica eletrônica, mas isto não aconteceu, como veremos adiante). Finalmente, locais como a Biblioteca Mário de Andrade, o Centro Cultural São Paulo e alguns shopping centers receberam um terminal com monitor colorido e teclado dotado de uma certa versatilidade, que permitia produzir efeitos especiais. A última etapa foi o fornecimento de terminais dedicados (usados somente para acesso ao VTX e também de programas e modems que permitiam a quem dispusesse de um computador doméstico acessar o serviço.